# Conomorium amplum
Conomorium amplum är en stekelart som först beskrevs av Walker 1835.  Conomorium amplum ingår i släktet Conomorium och familjen puppglanssteklar. Arten är reproducerande i Sverige. Inga underarter finns listade i Catalogue of Life.